# World Club Challenge 2000
El World Club Challenge de 2000 fue la octava edición del torneo de rugby league más importante de clubes a nivel mundial.

## Formato
Se enfrentan los campeones del año anterior de las dos ligas más importantes de rugby league del mundo, la National Rugby League y la Super League.

## Participantes
| Liga                       | Ganador         |
| -------------------------- | --------------- |
| National Rugby League 1999 | Melbourne Storm |
| Super League IV            | St Helens RFC   |

## Encuentro
| 22 de enero de 2000 | St Helens RFC | 6 - 44 | Melbourne Storm | DW Stadium, Wigan               |  |
|                     |               |        |                 | Asistencia: 13 394 espectadores |  |

| Bandera de Australia    |
| Campeón Melbourne Storm |
| Primer título           |